# Battus polydamas
Battus polydamas (лат.) — вид дневных бабочек рода Battus из семейства Парусники. Обитает в Северной Америке, где известен под названиями «Polydamas Swallowtail», «Gold Rim Swallowtail» и «Tailless Swallowtail». Гусеницы питаются растениями рода кирказон.

## Описание

### Взрослая особь

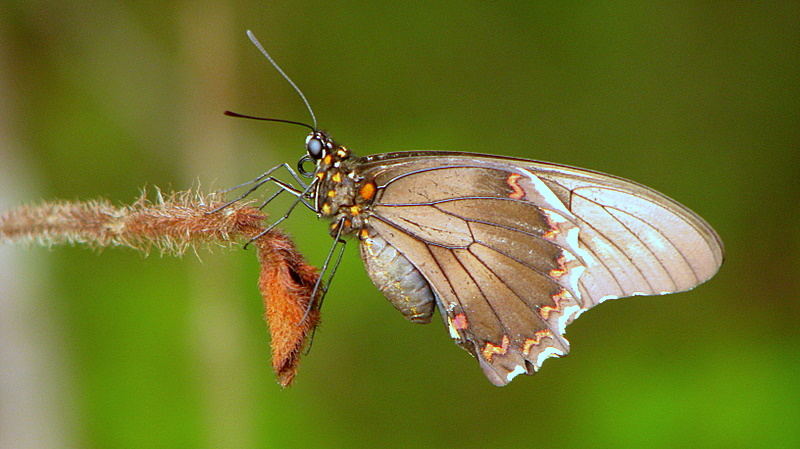
Нижняя сторона крыльев, Бразилия

Размах крыльев 10,2—12,7 см. Самки крупнее самцов. Верхняя поверхность крыльев чёрная с близкими к краю желтыми полосами и краевыми желтыми пятнами. Нижняя сторона крыльев чёрная с близким к краю рядом жёлтых пятен на переднем крыле и близким к краю рядом волнистых красных линий и краевым рядом желтых пятен на заднем крыле. Тело взрослой особи чёрное с красными точками дорсально на передней части груди и красно-оранжевыми точками сбоку на груди и лапках. Красновато-оранжевая боковая линия проходит по всей длине брюшка. Жёлтые полосы подвида Battus polydamas lucayus шире, чем у других подвидов polydamas, а нижняя сторона заднего крыла подвида lucayus светлее, чем у подвида polydamas. Полы похожи.
У самцов бабочек рода Battus есть андроконии (пахучие чешуйки), скрытые в складке внутреннего края на верхней поверхности заднего крыла. Чешуйки желобчатые — возможно, для увеличения площади поверхности для выделения феромонов. Во время ухаживания самцы «летают вертолётом» вокруг самок, обмахивая их андрокониальными химическими веществами. Стадия взрослой особи длится 2 недели.

### Яйца
Яйца имеют диаметр около 1 мм и цвет варьируется от желтого до оранжевого, по мере созревания кажутся слегка зеленоватыми из-за развивающихся гусениц, которые видны сквозь хорион (яичную скорлупу). Яйца всех парусников из трибы Troidini частично покрыты твёрдым питательным выделением. Сами яйца откладываются вертикально. На хребтах имеется множество относительно крупных капель выделения. Выделение вырабатывается большой железой, расположенной над яйцекладом самки. Откладываются по 10—14 штук на молодые листья.

### Гусеница
Гусеница на последнем (пятом) возрасте достигает длины 5,3 см.
Гусеницы первого возраста желтовато-коричневые и имеют множество маленьких бугорков, каждый из которых несет по одному волоску. Достигая второго возраста, гусеницы становятся тёмно-коричневыми и имеют более крупные бугорки, каждый из которых несет многочисленные волоски. Кутикула гусениц второго возраста имеет шероховатую текстуру, тогда как кутикула третьего (и последующих) возрастов выглядит более гладкой и несколько блестящей. Гусеницы в последнем возрасте различаются по цвету: от тёмно-коричневого с чёрными кончиками и оранжевыми бугорками до светло-коричневого с бледными бугорками, кутикула также имеет узор из более тёмных линий, которые трудно увидеть на самых тёмных образцах. Более светлые экземпляры встречаются реже. Стадия гусеницы длится от 19 до 24 дней.

### Морфология гусениц

#### Морфология гусениц на первом возрасте
Голова чёрная и гипогнатического типа, со всеми хорошо склеротизированными ротовыми частями одного цвета. Единственным исключением в этом отношении является кончик прядильного органа и основание некоторых других структур (максиллы, гипофаринкса, усиков и наличника), которые менее склеротизованы и которые имеют серый цвет. Имеют жвалы, состоящие из простого ряда мелких зубцов вокруг изогнутого режущего края, с тремя более выраженными зубцами в апикальной части. Внутренняя часть жвал на вершинной половине вогнутая. Приводящие мышцы занимают большую часть боковых отделов полости головы. Кроме того, есть пара коротких трубчатых нижнечелюстных желез, достигающих части торакса гусениц, с протоками, спускающимися к внутреннему краю нижней челюсти, близко к аподеме приводящей мышцы. Эпикраниальная вырезка мягкая, с двухлопастной (V-образной) верхней губой. Швы не особенно глубокие в первых двух возрастах, но при этом, они хорошо видны. Присутствовует шесть плохо очерчённых простых глазков, четыре из них находятся в непосредственной близости и образовывают форму лука, ещё один изолирован, но расположен так, чтобы поддерживать форму лука, а последний располагается ниже остальных. Лобный наличник треугольной формы, с недифференцированным лобно-клипеальным швом; антеклипеус представляет собой прямую поперечную полосу между лобным наличником и верхней губой; карман антенн располагается латерально по отношению к ротовому аппарату и состоит из короткой трёхчлениковой антенны. Переднегрудной щит состоит из чёрной пластины, расположенной на дорсальной стороне переднегруди (Т1) гусениц. Поперечное отверстие, расположенное в передней части переднегрудного щита, является местом расположения осметрия. Последняя выглядит как мешкообразная структура, когда она скрыта, и Y-образная, когда экструдирована. Дорсальная пластинка покрыта грубой кутикулой, которая, по-видимому, содержит пупырышки, связанные с типом секреции. Осметрий оранжевого цвета и он есть всегда, но выдавливается только в защитной позе. По центру чёрной пластины видна продольная коричневая линия. Ноги, расположенные вентрально на Т1-Т3, чёрные с поперечными коричневыми линиями. Коготь предплюсны слегка изогнутый, с коническим расширением у основания и острой вершиной. Брюшные ложноножки, расположенные вентрально на А3-А6, состоят из двух черноватых апико-боковых пластинок, лишённых бархатистых микробугорков. Пластинки содержат длинные (около 100—200 мкм) и прямые сенсиллы, напоминающие шипы, которых очень много на границах пластинок. Многочисленные чёрные крючки (от 141 до 260 мкм в пятом возрасте и от 75 до 140 мкм первом возрасте) образовывают однорядный трёхрядный круг на вершине ложноножки с крючками, направленными наружу. Анальная ложноножка идентична брюшной, но лишена черноватой апико-боковой пластинки на внутренней поверхности. Слюнная железа занимает почти всю длину тела и всегда находится на вентральной стороне гусениц, над пищеварительной трубкой. Она оканчивается на фильере, которая сливается с гипофаринксом и располагается задне-вентрально с двумя короткими губными щупиками (примерно вдвое меньше прядильного органа). Внутри гемолимфа жёлтая, как и все внутренние органы, за исключением стволов трахеи и нервного ствола, которые являются серыми. Было замечено, что этот возраст, соответствующий недавно вылупившимся гусеницам, был стадным по привычке. Содержимое желудка представлено мягкими кусочками листьев. Гусеницы имеют длину 3,21 ± 0,07 мм и ширину 0,72 ± 0,04 мм. Головная капсула чёрного цвета диаметром около 0,74 мм. Тело коричневого цвета, состоит из 4 сагиттальных линий халаз от Т2 до А10, по одной халазе от каждой линии в каждом сегменте гусеницы, каждая из которых несёт одну длинную заостренную на вершине жёсткой первичной щетинки длиной около 0,28 ± 0,025 мм. Последние также присутствуют на переднегруди и голове, но в другом расположении и немного короче.

#### Второй возраст
Сначала, на этом возрасте кутикула тонкая и коричневая, а по мере достижения линьки она становится шире и приобретает бордовый цвет. Поведение во втором возрасте стадное, хотя и непоследовательное. Все первичные щетинки заменены более короткими вторичными щетинками, равномерно распределёнными по длине гусеницы, причём на голове и переднегруди их больше, чем на других частях тела. Гусеницы имеют многочисленные мелкие оранжевые бугорки, которые на Т1 составляют около 1/10 ширины всего сегмента, с закругленной вершиной; остальные бугорки имеют пропорции, идентичные пропорциям других возрастов. От второго до всех последующих возрастов оранжевые бугорки являются двумя продольными линиями на спинной стороне гусениц со 2-го по 12-й сегмент (Т1-А8). Кроме того, на первых пяти сегментах (Т1, Т2, Т3, А1, А2) отмечены латеральные бугорки с почти идентичными дорсальными характеристиками. Латеральные бугорки отличаются от дорсальных тем, что они, однако, короче, за исключением тех, которые входят в состав Т1; последние значительно крупнее остальных и имеют оранжевую окраску на своей дорсальной поверхности, а вершина и брюшная сторона того же цвета, что и тело гусениц. Боковые бугорки имеются и на всех остальных сегментах, но отличаются тем, что располагаются в нижней, а не в центральной части тела (вид сбоку). Боковые бугорки на сегменте А7 длиннее остальных. Дыхальца выглядят как чёрные точки и располагаются латерально на Т1 и А1-А8, под латеральными бугорками на Т1 и А1 и над ними на А2-А8; дыхальца сегментов Т1 и А1 немного больше в диаметре, чем у А2-А8. От второго до пятого возрастов по всей длине гусениц присутствуют многочисленные гладкие вершинные заострённые щетинки разного размера. На голове щетинок больше, чем на других частях тела, и их также больше на более поздних, чем на ранних возрастах. Грушевидные микробугорки (длиной около 20 мкм) с заострёнными вершинами покрывают большую часть тела, за исключением головы, осметрия, дорсальной пластинки (над осметрием) и грудных ног, создающие бархатистый вид. Кроме того, на разных участках тела видны поры размером около 10-20 мкм, являющиеся основаниями ряда первичных щетинок.

#### Следующие возраста
Гусеницы имеют один из двух встречающихся цветов тела: либо тёмно-бордовый цвет, либо красновато-коричневый, иногда с более тёмными полосами по всему телу. Все эти возраста выглядят почти одинаково. Также эти возраста являются одиночными по привычке, с единственными заметными различиями, связанными с размером. Кутикула широкая, гладкая и несколько блестящая.

### Куколка

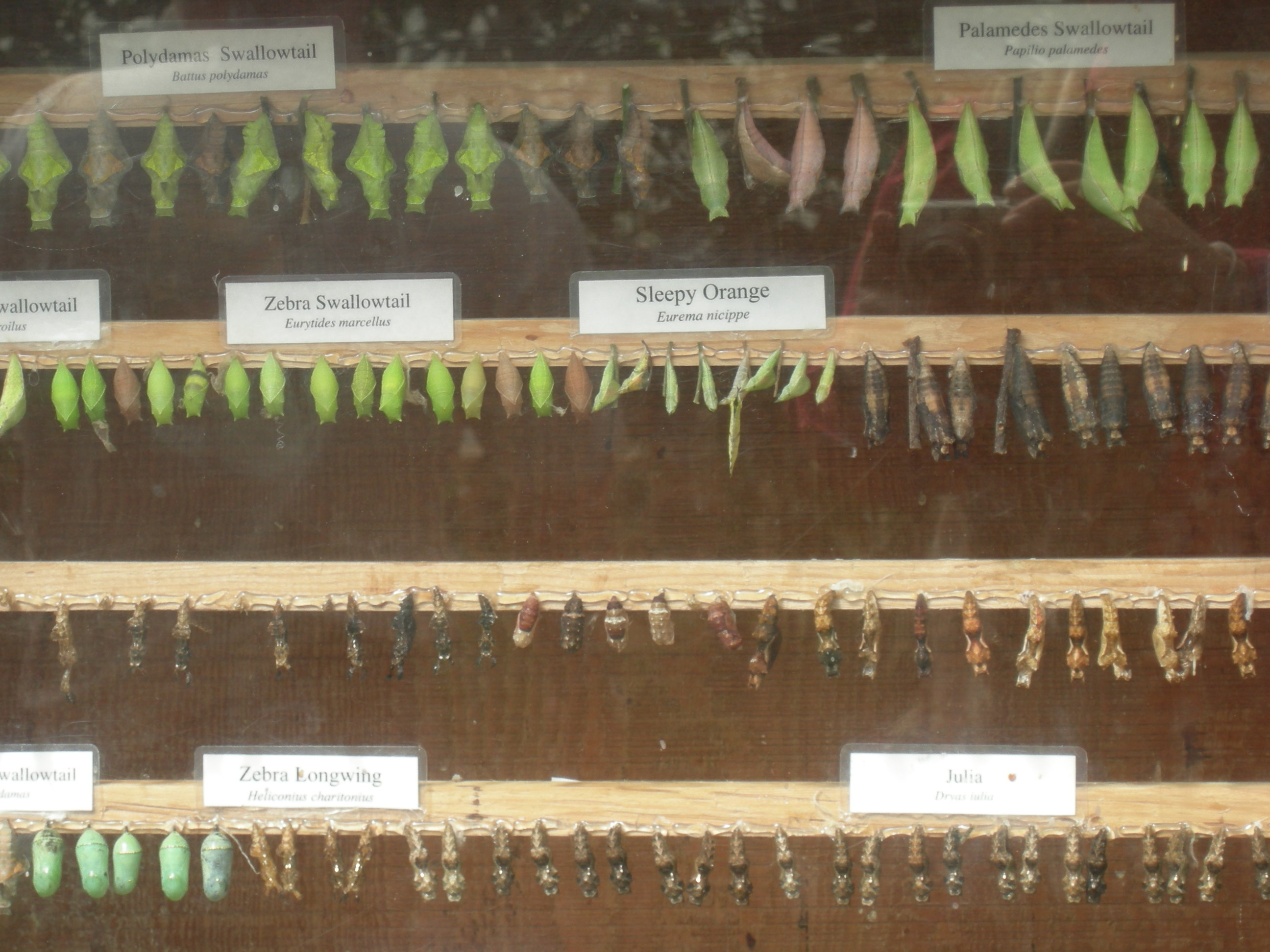
Сверху — коричневые и зелёные куколки Battus polydamas и Papilio palamedes

Куколка у данного вида либо зелёная, либо коричневая. Стадия куколки длится 18 дней.

## Жизненный цикл
Самцы Battus polydamas проявляют агрессивное территориальное поведение не только по отношению к самцам своего вида, но и к бабочкам других видов, например, к Papilio thaos.
Battus polydamas совершают много полетов в течение всего года в южной Флориде и южном Техасе, но зимой они редко летают на север. Они предпочитают открытые леса и сады. Вещества кормового растения кирказона помогают самкам в поисках мест для откладки яиц. Яйца откладываются преимущественно на растения в солнечных местах, хотя выживаемость гусениц выше в тенистых местах. Яйца откладываются небольшими группами на стебли или, реже, на новые листья кирказона (Aristolochia: Aristolochiaceae). В яйцах чешуекрылых небольшое количество желтка остается в ловушке между двумя эмбриональными оболочками (амниотической и серозной), которые остаются внутри яичной скорлупы после вылупления. Вскоре после вылупления гусеницы поедают скорлупу яиц, а также оставшийся зародышевый желток и выделение снаружи яиц. Маленькие гусеницы питаются нежными молодыми листьями и молодыми стеблями. Гусеницы старших возрастов также поедают старые листья, стебли и цветки растений-хозяев. Кирказоновые кислоты растений-хозяев могут служить стимуляторами питания. Маленькие гусеницы живут стайно, но по мере взросления становятся одиночками. Иногда кормовые растения полностью лишены листвы, и гусеницы могут находить новые кормовые растения, обнаруживая летучие вещества с близлежащих растений. Взрослые гусеницы обычно уходят от кормового растения для окукливания. Готовясь к окукливанию, они прикрепляются конечным набором ложноножек к шёлковым подушечкам, накрученным на новый субстрат, и висят на шелковых поясах, также прикрепленных к субстрату. Незадолго до вылета сквозь наружный скелет куколки проступают узоры крыльев и тела взрослых особей. Взрослые особи обычно появляются утром и готовы летать к полудню. После вылупления имаго остается рядом с местом окукливания, пока его крылья не расправятся и не подсохнут. В это время имаго также выделяет красноватый жидкий меконий (отходы распада старых личиночных тканей на стадии куколки) из своего заднего прохода. Стадия яйца длится от 4 до 6 дней, при температуре 26 °C, стадия гусеницы — 19-24 дня, 24 дня при температуре 25 °C и 19 дней при температуре 30 °C. Стадия куколки длится 18 дней.

## Кормовые растения

### Гусениц
Гусеницы Battus polydamas, вероятно, могут развиваться на большинстве (если не на всех) неотропических и умеренных видах Кирказона. Гусеницы у города Новый Орлеан и у штата Арканзас были обнаружены на Aristolochia serpentaria.

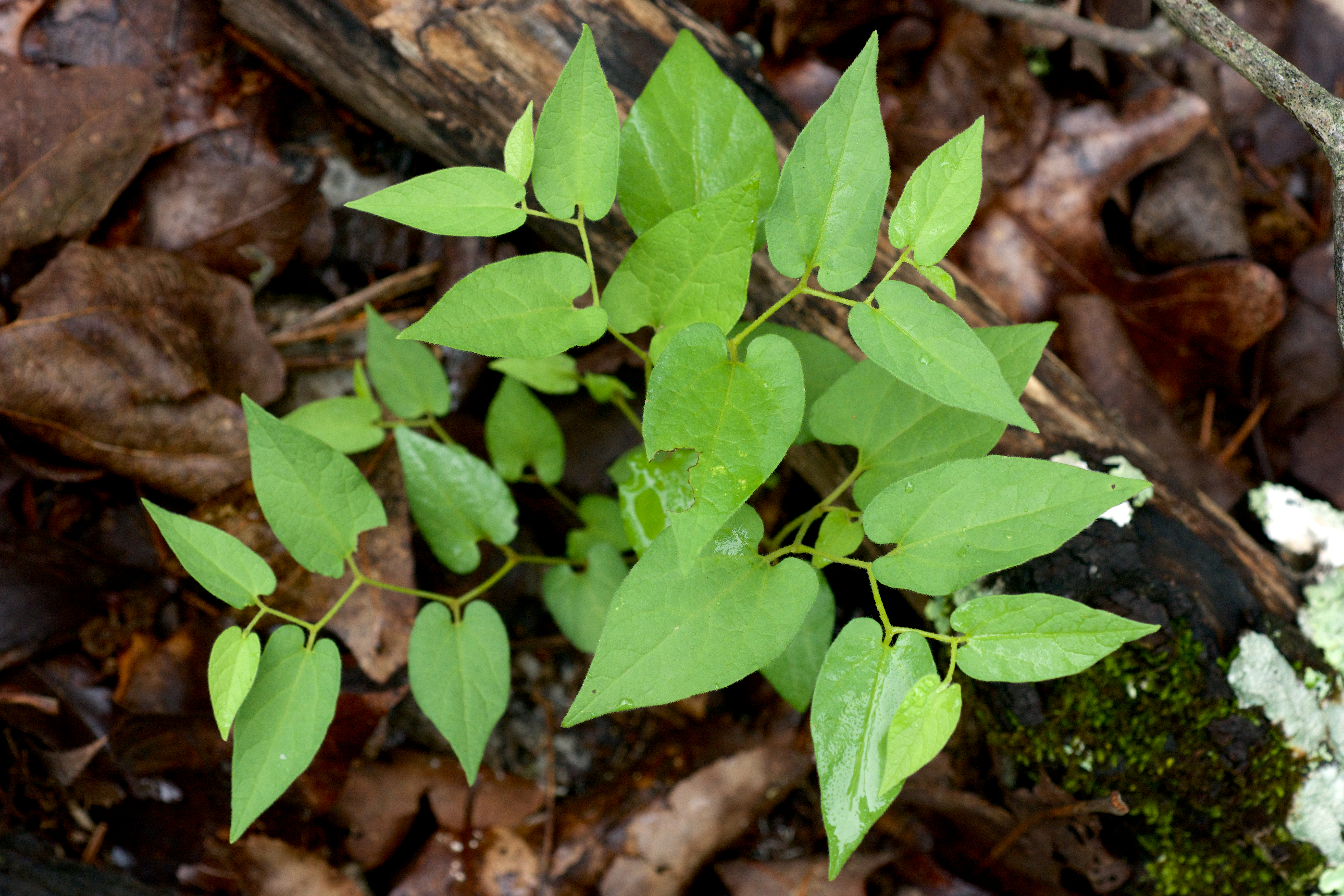
Aristolochia serpentaria

Кормовым растением на Флорида-Кис может быть Aristolochia pentandra.

### Цветы
Взрослые особи Battus polydamas питаются нектаром различных цветов и, как сообщается, особенно часто опыляют цветы сорняка лантаны сводчатой.

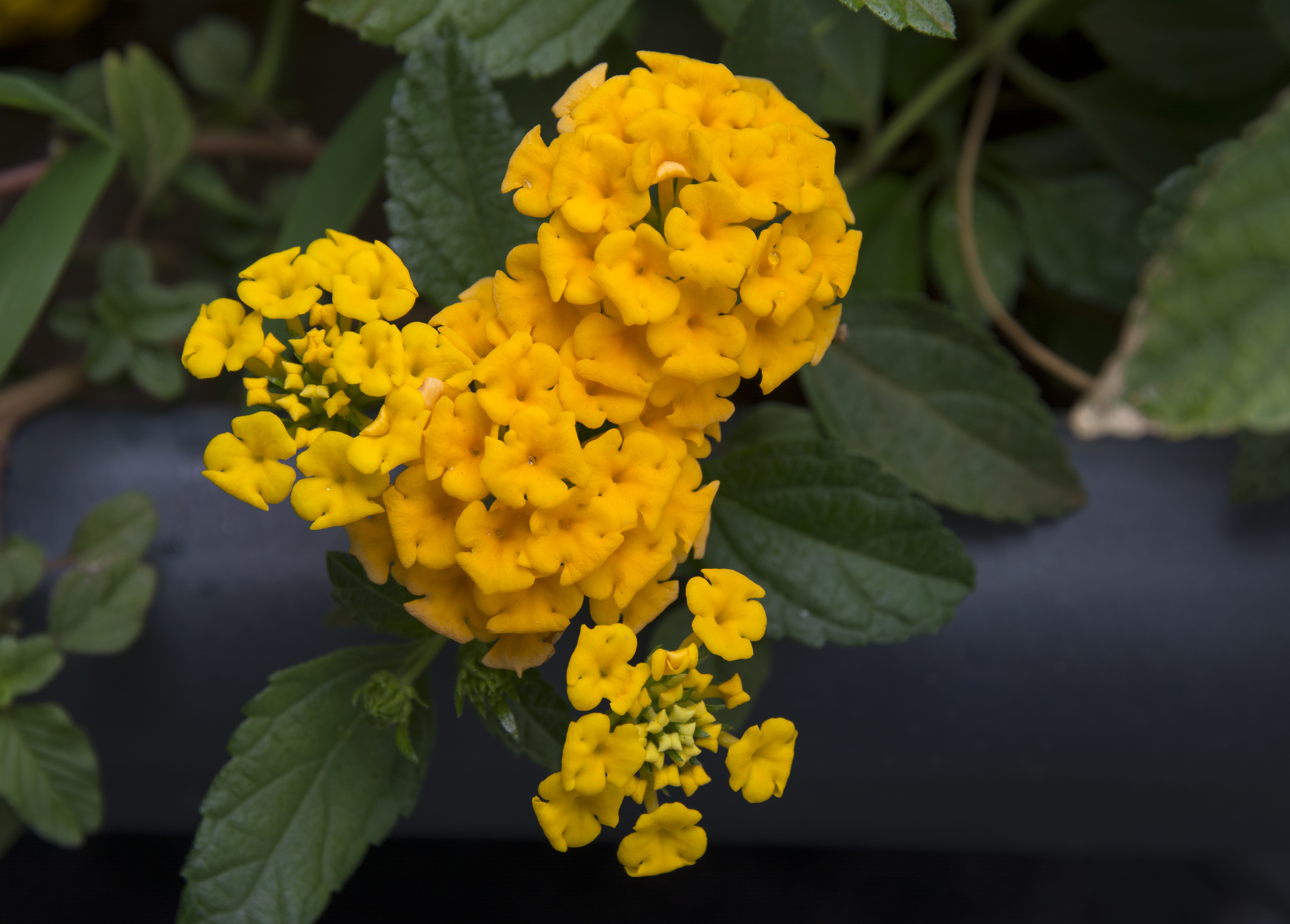
Лантана сводчатая

## Медицинское использование
Алкоголический экстракт (особенно в роме) из гусениц Battus polydamas cebriones, накормленных растением Aristolochia trilobata, используется в медицинском карибском продукте Chiniy-trèf, но сейчас его использование запрещено.

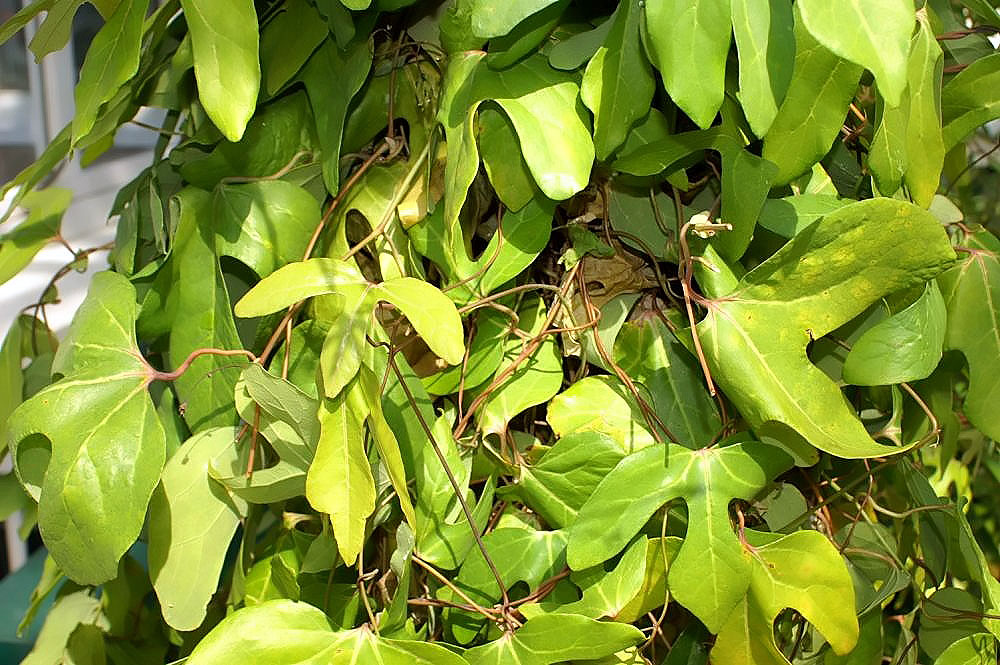
Aristolochia trilobata

## Способы защиты

### Яиц
Янг (Young 1973) при обсуждении другого парусника (Parides arcas mylotes) заявил, что неизвестно, может ли выделение снаружи яиц защищать от муравьев и других потенциальных хищников. Тот факт, что ярко окрашенное выделение делает яйца заметными, предполагает возможную апосематическую (предупреждающую) функцию.

### Способы защиты гусениц, куколок и имаго
Гусеницы парусников, питающихся Aristolochia секвестрируют аристолохиевые кислоты из кормовых растений, и их концентрации в их тканях, вероятно, обусловлены относительными концентрациями в растениях-хозяевах. Кроме того, аристолохиевые кислоты (и, возможно, другие фитохимические вещества кирказона) делают гусениц, куколок и взрослых особей неприятными для многих естественных врагов. Эта химическая защита усиливается у взрослых особей их яркой апосематической (предупреждающей) окраской. Куколки напоминают зелёные или коричневые листья и, вероятно, получают больше защиты от своей окраски, чем от химической защиты.
В лабораторных исследованиях гусеницы Battus polydamas были репеллентами для домашних кур и муравья-древоточца Camponotus crassus, но не для клопа Montina confusa. В полевых исследованиях 1972 года смертность взрослых особей Battus polydamas была низкой — результат объясняется низким уровнем хищничества птиц.
Было показано, что взрослые особи двух других парусников, характерных для Aristolochia, Battus philenor и Parides neophilus, химически защищены от птиц, содержащихся в клетках.
Все гусеницы парусников имеют осметрий на переднем крае переднегруди. Осметрий парусника Battus polydamas ярко-оранжевый.
Осметериальные выделения всех остальных исследованных парусников (виды, принадлежащие к трибам Graphiini и Papilionini подсемейства Papilioninae и к подсемейству Baroniinae) состоят из изомасляной и 2-метилмасляной кислот. Однако Battus polydamas (Papilioninae: Troidini) выделяет два сесквитерпена селин-11-ен-4α-ол и β-селинен, вместе с аристолохиевыми кислотами.
Гусеницы во время превращения в куколку сохраняют способность выворачивать осметрий вплоть до самого момента окукливания. Красновато-оранжевые полосы на брюшке взрослых особей содержат железы, выделяющие едкий запах когда бабочку трогают.

## Распространение
Этот вид встречается в неарктических и неотропических экозонах, включая юго-восток США (Флорида и Техас), Мексику, Багамские острова, Кубу, Ямайку, Гаити и Доминиканскую Республику, Виргинские острова, Пуэрто-Рико, Сент-Китс и Невис, Антигуа, Сент-Кристофер, Монтсеррат, Гваделупа, Доминика, Мартиника, Сент-Люсия, Сент-Винсент и Гренадины (южные части Гренадин), Барбадос, Гренада, Тринидад и Тобаго, Гондурас, Коста-Рика, Колумбия, Венесуэла, Бразилия, Перу, Эквадор, Боливия, Чили, Аргентина и Уругвай. Встречается на высоте 2500 м над уровнем моря.

## Охрана и лимитирующие факторы
Организация по охране природы The Nature Conservancy рассматривает Battus polydamas в статусе G5, что означает, что хотя они и не находятся в опасности в глобальном масштабе, но могут быть довольно редкими в некоторых частях своего ареала, особенно на его периферии. МСОП присвоил ему статус «Вида, вызывающего наименьшие опасения». Этот вид занимает широкий географический ареал и может использовать менее благоприятные пищевые растения для гусениц в пределах рода Aristolochia, что позволяет ему сохраняться в различных средах обитания на юге Соединенных Штатов, в Центральной и Южной Америке, независимо от обилия предпочтительного кормового растения. Кроме того, этот вид часто ассоциируется с нарушенной средой обитания, городскими улицами и садами, что позволяет предположить, что он относительно устойчив и вряд ли подвергается риску из-за потери среды обитания и урбанизации. Кроме того, имеются изменения структуры сообщества бабочек в пользу местных бабочек на открытой местности с изменением землепользования, что позволяет предположить, что изменение землепользования может быть даже выгодным для местных бабочек, таких как Battus polydamas.
Антропогенное изменение климата, вероятно, является основным фактором, определяющим выживание популяции и изменения распределения чешуекрылых из-за их чувствительности к колебаниям окружающей среды. Кроме того, изменения в распределении одновременно встречающихся кормовых растений могут вызывать пространственные несоответствия бабочек и их кормовых растений. Фиксируется смещение ареалов в сторону больших высот одновременно с повышением температуры у неотропических бабочек (включая представителей семейства парусников. Однако, поскольку этот вид является широко распространенным, прогнозируемые последствия изменения климата могут быть несколько смягчены их способностью использовать несколько растений-хозяев в пределах рода Aristolochia, охватывающих разные регионы и места обитания. Кроме того, было замечено, что этот вид использует кормовые растения рода Aristolochia низкого качества в отсутствие более благоприятных видов, что позволяет предположить, что они способны адаптироваться к неблагоприятным условиям. В результате этому виду вряд ли будет угрожать землепользование и изменение климата.

## Таксономия

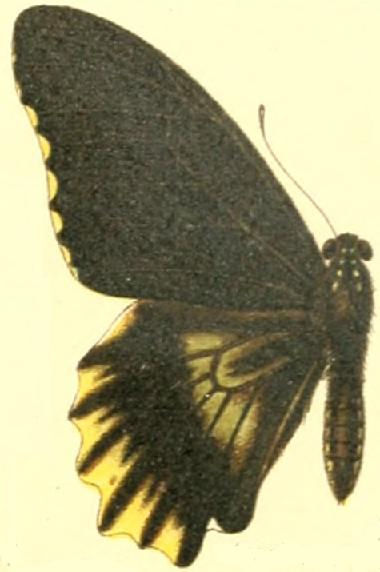
Иллюстрация верхней части крыла Battus polydamas streckerianus

Вид был впервые описан в 1758 году шведскими натуралистом Карлом Линнеем под названием Papilio polydamas Linnaeus, 1758. В 1777 году итальянско-австрийский естествоиспытатель Джованни Скополи перевёл вид в состав рода Battus. Название Battus происходит от имени основателя африканской греческой колонии Киренаика, Баттуса I (др.-греч. Βάττος), а название вида — polydamas — дано в честь одноимённого персонажа из греческой мифологии. Гусеницы парусника Battus polydamas и других парусников, принадлежащих к трибе Troidini, питающихся исключительно растениями рода Aristolochia и обычно называются парусниками, характерными для Aristolochia.

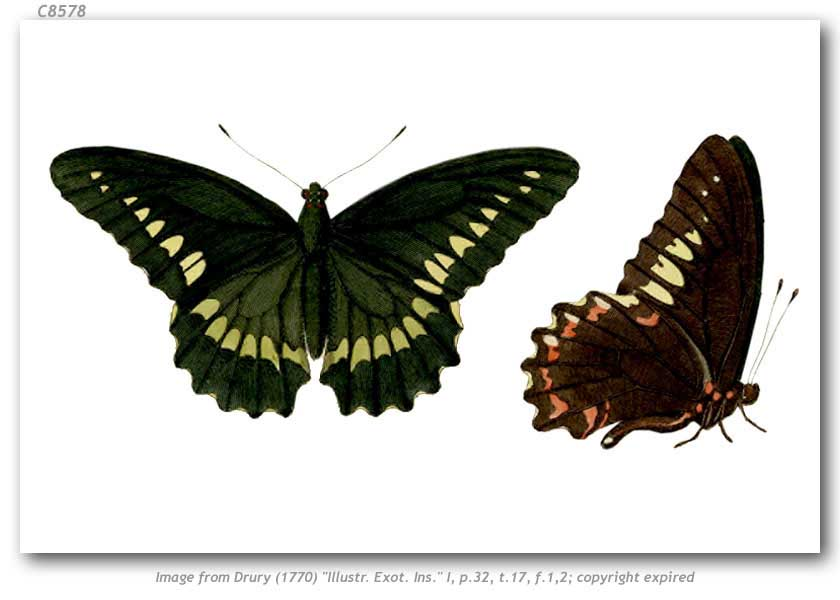
Вымерший Battus polydamas antiquus

### Подвиды и их ареал
- Battus polydamas polydamas Linnaeus, 1758 — Номинативный подвид. Обитает в Техасе[1], Центральной и Южной Америках[9].

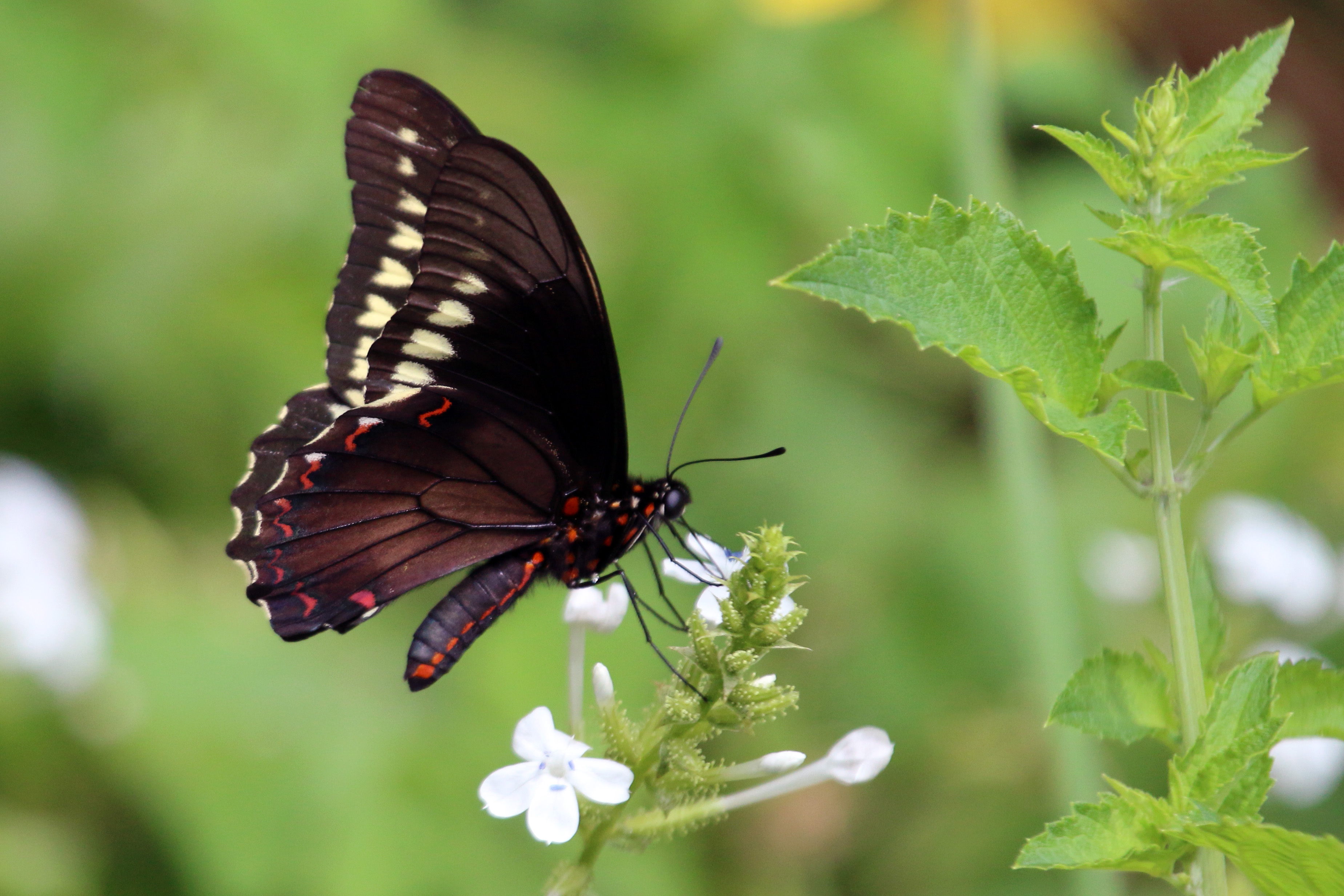
Нижняя сторона крыльев номинативного подвида

- Battus polydamas lucayus  Rothschild & Jordan, 1906 — обитает на юго-востоке США и на Багамских островах[9].
- Battus polydamas cubensis Dufrane, 1946 — Куба, включая остров Хувентуд, а также остров Большой Кайман[9].

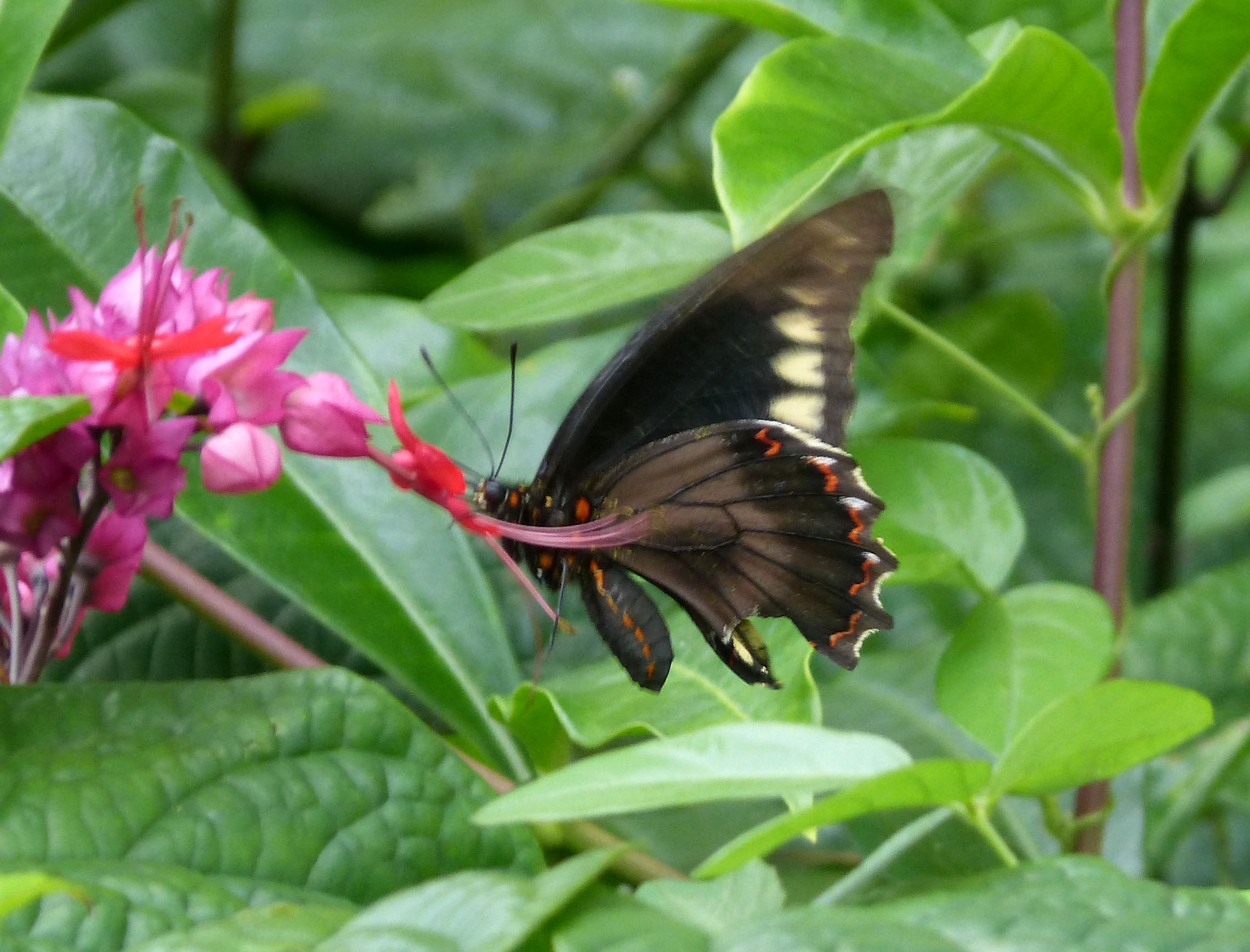
Battus polydamas cubensis

- Battus polydamas jamaicensis  Rothschild & Jordan, 1906 — Ямайка[9].

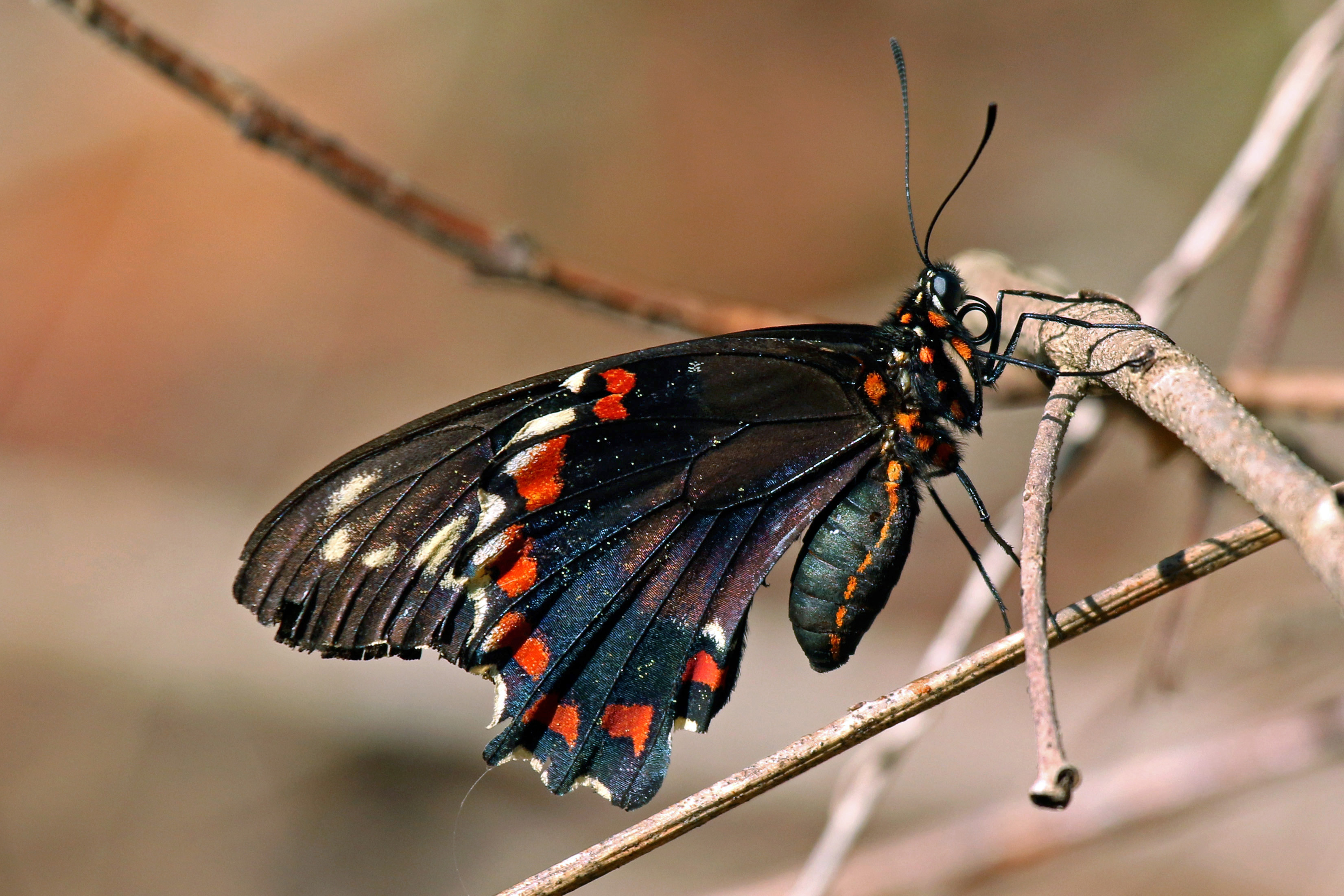
Нижняя сторона крыльев подвида jamaicensis

- Battus polydamas polycrates  Hopffer, 1865 — Гаити[9].
- Battus polydamas thyamus  Rothschild & Jordan, 1906 — Виргинские острова и Пуэрто-Рико (также и на острове Кулебра)[9]
- †Battus polydamas antiquus Rothschild & Jordan, 1906 — вымерший подвид. Когда то жил на острове Антигуа[25].
- Battus polydamas christopheranus  A. Hall, 1936 — обитает на островах Сент-Киттс и Невис, Сент-Кристофер и Монтсеррат. Является таким редким, что возможно, уже и вымер[9].
- Battus polydamas neodamas  Lucas, 1852 — Гваделупа (включая Marie-Galante). Гусеницы данного подвида питаются Aristolochia tagala[9].

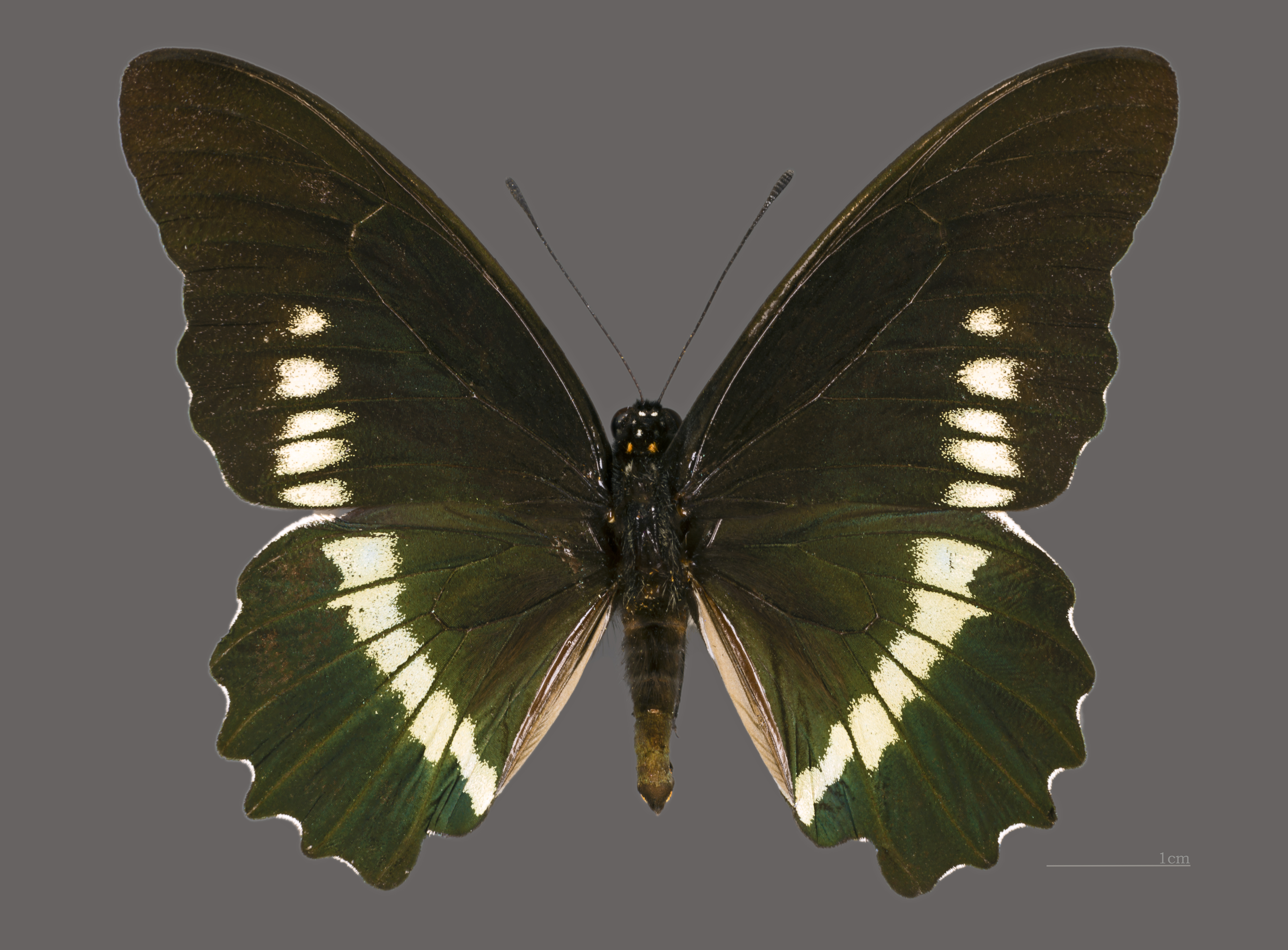
Battus polydamas neodamas (верхняя сторона крыльев)
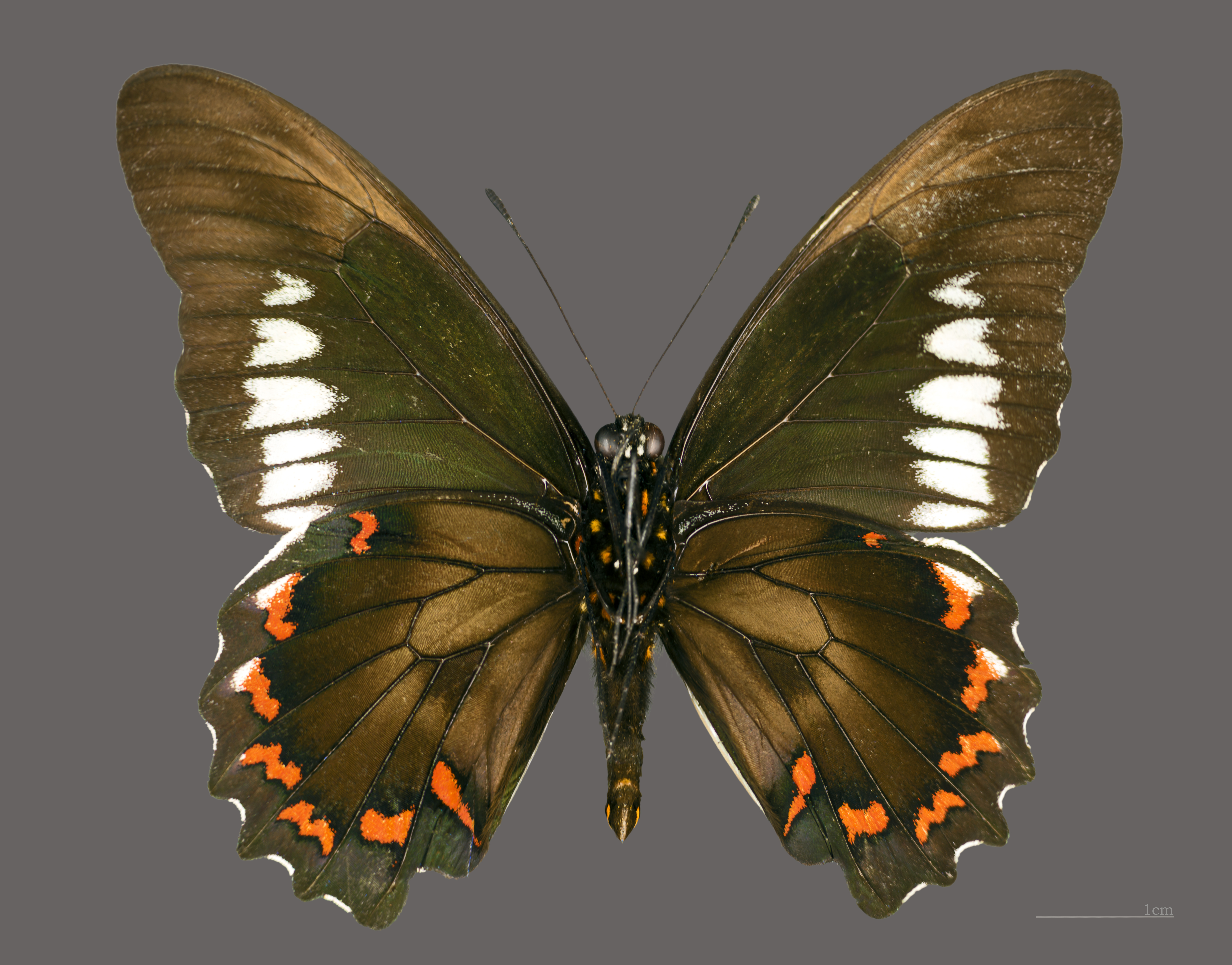
Battus polydamas neodamas (нижняя сторона крыльев)

- Battus polydamas dominicus  Rothschild & Jordan, 1906 — Доминика[9].
- Battus polydamas cebriones  Dalman, 1823 — Мартиника[9].
- Battus polydamas lucianus  Rothschild & Jordan, 1906 — обитает на острове Сент-Люсия. Такой редкий, что может считаться вымершим[9].
- Battus polydamas vincentius  Rothschild & Jordan, 1906 — обитает на острове Сент-Винсент, и возможно, на северной Гренадине[9].
- Battus polydamas grenadensis  A. Hall, 1930 — обитает на Гренаде и её южной части[9].
- Battus polydamas streckerianus  Honrath, 1884 — Перу. Обладает ограниченным ареалом, а сам подвид является редким[9].
- Battus polydamas peruanus  Fuchs, 1954 — Перу[9].
- Battus polydamas atahualpa  T. Racheli & Pischedda, 1987 — Перу[9].
- Battus polydamas weyrauchi  Lamas, 1998 — Перу[9].
- Battus polydamas renani  Lamas, 1998 — Перу[9].
- Battus polydamas psittacus  J. Molina, 1782 — Чили[9].
- Battus polydamas archidamas  Boisduval, 1836 — Чили. Обитает от пустыни Атакама до побережья со средиземноморским климатом[9].
- Battus polydamas xenodamas  Hübner, 1825 — Мартиника[26].

## Галерея

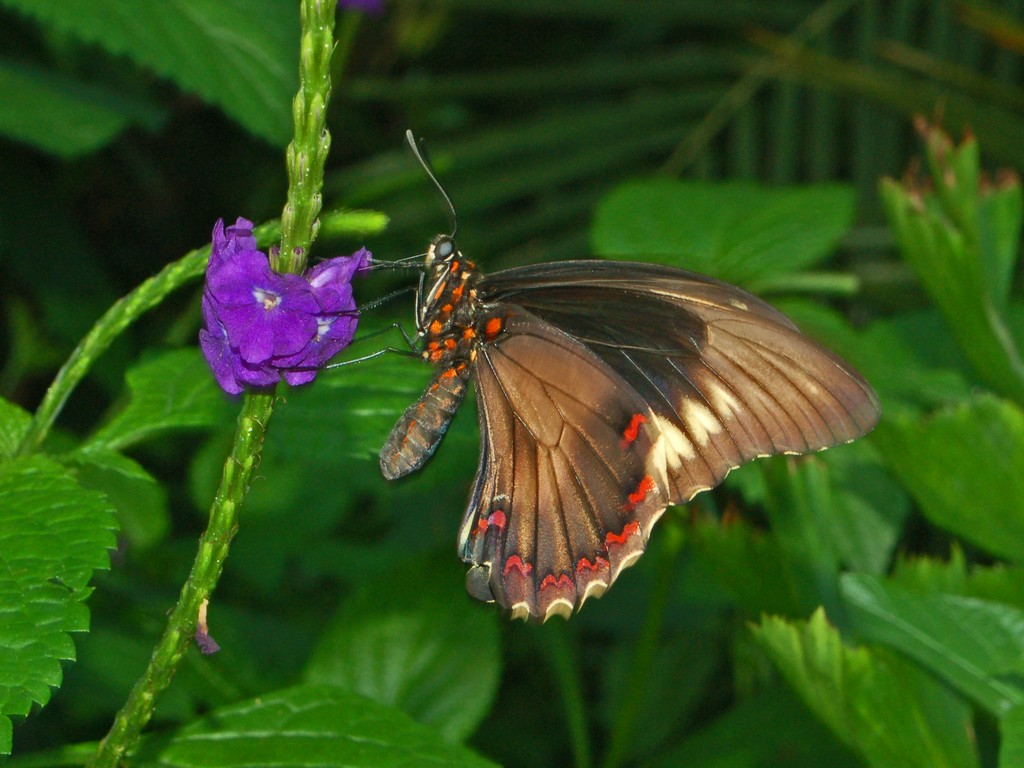
Бабочка на цветке
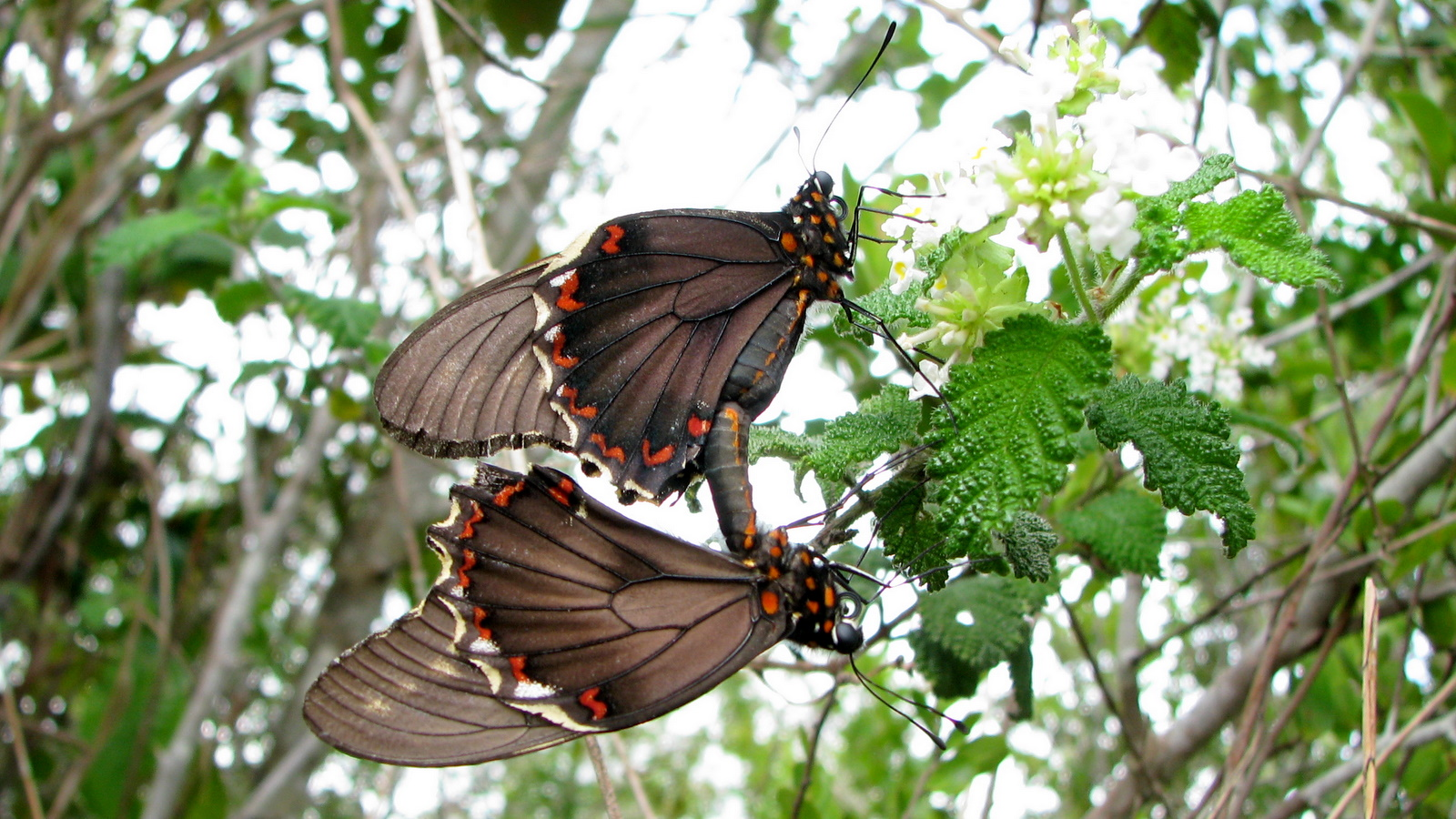
Спаривание бабочек
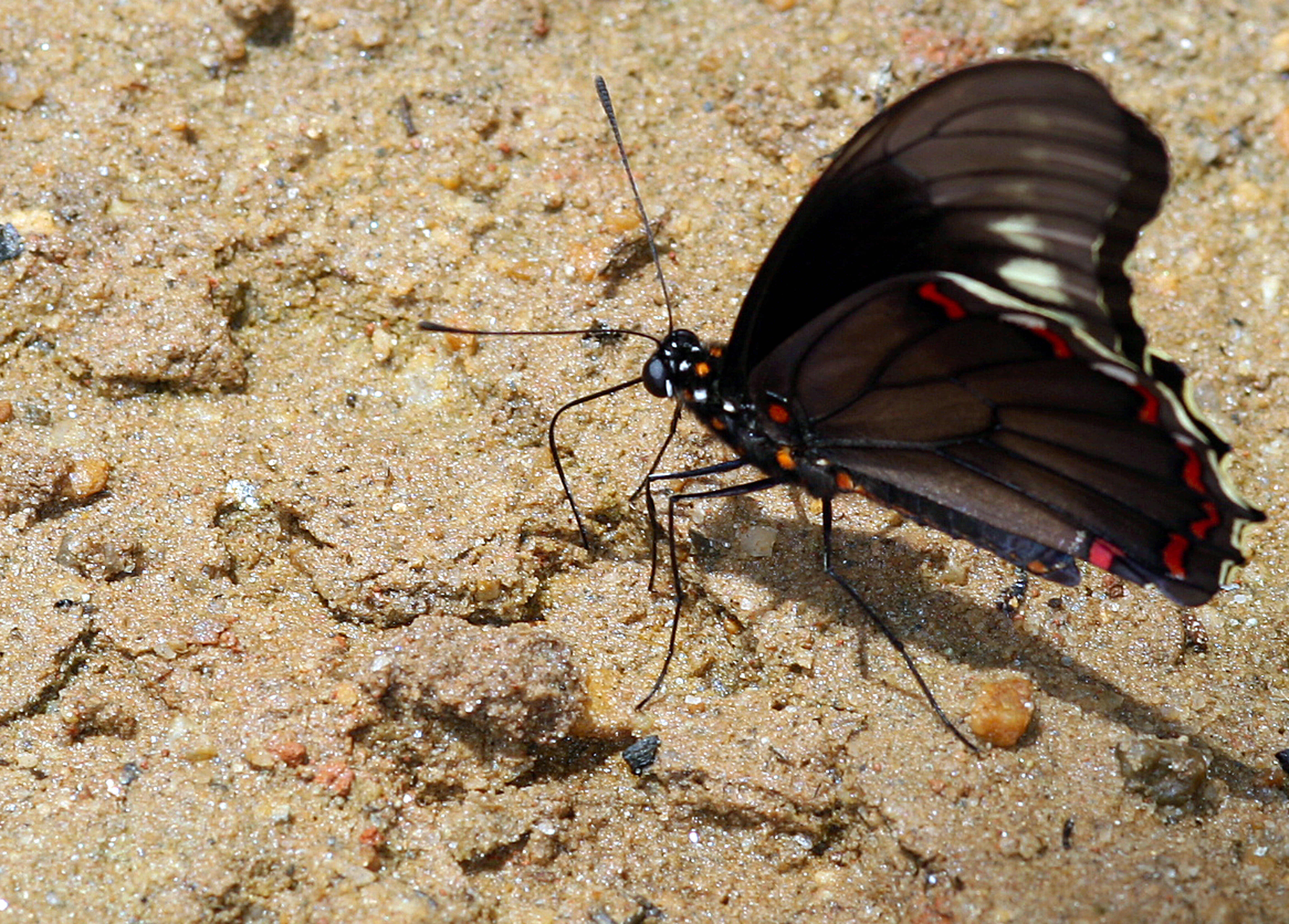
Питается солью